# Cautiverio feliz
Cautiverio feliz —cuyo título original y completo es Cautiverio felis del M.o de campo general D.n Franco Nuñes de Pineda, y rason individual de las guerras dilatadas del Reyno de Chille— es una obra literaria escrita en 1673 por Francisco Núñez de Pineda y Bascuñán, quien narra las experiencias de su cautiverio en 1629 en manos de los guerreros mapuches durante la Guerra de Arauco. Esta crónica, que muestra el choque de dos culturas, la mapuche y la hispana, constituye un testimonio de la relación intercultural y las costumbres indígenas del siglo XVII. Originalmente dedicada el rey Carlos II de España, fue publicada en Santiago de Chile en 1863.

## Características
Durante su «cautiverio feliz», Pineda y Bascuñán aprendió de las costumbres, juegos, fiestas, sistemas de guerra, industria, organización política y vida doméstica de los mapuches. Por sus descripciones, puede señalarse que el escritor se sintió muy a gusto viviendo con ellos y de ahí deriva el título del libro. Según sus palabras: «los indios [...], aunque bárbaros, saben ser humanos y agradecidos». Todos estos relatos autobiográficos sobre la sociedad mapuche de entonces tenían un enfoque historiográfico apegado a la idiosincrasia y la moral del Imperio español en el Chile colonial, que a su vez estaba estrechamente relacionada con la Iglesia católica, por lo que incluía algunos adjetivos subjetivos para referirse a ciertas prácticas de los indígenas, producto del choque cultural, que hoy en día se encuentran en desuso para estos propósitos, visto desde la cosmovisión europea del siglo XVII. Como por ejemplo, en lo referente a la moral sexual es uno de los primeros documentos que describe la fornicación, la castidad de los guerreros mapuches previo al combate, la poliginia de ciertas castas de poder e influencia y la homosexualidad en la cultura mapuche, con la existencia de un tipo de machi (chamán) llamado weye, respetado como autoridad espiritual y médica por toda la tribu, el cual fue descrito de acuerdo a la moral sexual católica de aquella época. Pese a lo anteriormente expuesto, el autor manifiesta en reiteradas ocasiones a modo de denuncia sobre los vicios y vejámenes cometidos por los conquistadores españoles en dichos territorios, presentando así una antinomia que intenta demostrar que contrariamente a lo que se creía, el pueblo mapuche sí tenía principios y valores con un orden social claramente definido, en contraste a los actos cometidos por los españoles, quienes decían representar los valores morales de la «civilización».